# Cancricepon elegans
Espèce
Synonymes
- Cepon elegans Giard & Bonnier, 1886 (nomen nudum)[2]
- Cepon elegans Giard & Bonnier, 1887 (nomen nudum)

Cancricepon elegans est une espèce de crustacés isopodes de la famille des Bopyridae. Elle est trouvée dans le Nord-Ouest de la France et en Grande Bretagne. C'est un parasite du crabe Pilumnus hirtellus.